# Contea di Taishun
La contea di Taishun (泰顺县S, Tàishùn XiànP) è una contea nella Prefettura della città di Wenzhou, nella provincia dello Zhejiang, in Cina.